# Croton calycireduplicatus
Espèce
Croton calycireduplicatus est une espèce de plantes à fleurs du genre Croton et de la famille des Euphorbiaceae, présente au Brésil (Rio Grande do Sul).